# Pieter Roelof Michaël
Pieter Roelof Michaël (Geldrop, 28 januari 1892 – Warmond, 23 maart 1985) was een Nederlands hoogleraar, schrijver en chirurg. Michaël verwierf onder andere zijn bekendheid door om en nabij 130 publicaties uit te brengen in zowel Nederlandse als Duitse vaktijdschriften, en door het oprichten van het Stichting Prof. Michaël-van Vloten Fonds.

## Levensloop

### Jeugd
Michaël werd in 1892 geboren in de plaats Geldrop als zoon van de rentmeester van het Kasteel Geldrop. De Michaëls stonden bekend als ijverige voorstanders van het protestantse geloof, en bleken direct af te stammen van de beroemde Geuze Els. In 1882 vertrok Abraham Pieter Michaël, de vader van het gezin, vanuit zijn woonplaats Hapert naar Geldrop om in dienst te treden van de protestantse kasteelheer Hubertus Paulus Hoevenaar. Het gezin bestond uit negen kinderen, van wie er zeven voor hun vijfde levensjaar overleden. Pieter Roelof was de eerste zoon en het tweede kind binnen dit gezin. Op 27 januari 1924 trouwde Pieter Roelof Michaël met Josina Jacoba van Vloten.

### Studie en carrière
Na zijn medische studie aan de Universiteit Utrecht legde Michaël op 22 maart 1918 met goed gevolg het artsexamen af. In dat zelfde jaar begon Michaël aan zijn opleiding chirurgie in Utrecht en promoveerde in 1923 op een dissertatie die handelde over de Ziekte van Legg-Calvé-Perthes, om vervolgens drie jaar later privaatdocent te worden. Na een jaar privaatdocent te zijn geweest, werd Michaël aangesteld als chirurg in het Eudokiaziekenhuis te Rotterdam tot 1929.
In 1929 is Michaël werkzaam als gewoon hoogleraar in de heelkunde aan de Rijksuniversiteit Groningen tot 1937, om vervolgens als heelkundige aan de gang te gaan in het Haagse Gemeente Ziekenhuis tot aan zijn pensioen in 1957. In zowel zijn Haagse als zijn Groningse tijd wist Michaël vele chirurgen op te leiden. In 1953 werd Michaël, naast zijn drukke functie in Den Haag, buitengewoon hoogleraar aan de Vrije Universiteit Amsterdam. Zijn voornamelijke taak was om het onderwijs in de chirurgie aan de studenten op gang te brengen en advies te geven omtrent de bouw en bezetting van het met de universiteit verbonden academische ziekenhuis. Het onderwijs werd gegeven aan de hand van het chirurgisch patiëntenbestand van het Weesperplein Ziekenhuis te Amsterdam. In 1957 werd weer gewoon hoogleraar in de chirurgie aan de Vrije Universiteit van Amsterdam en hij bleef dit tot 1962. 
Michaël bracht uiteindelijk ongeveer 130 publicaties uit, waarvan het gros gepubliceerd werd in het Nederlands Tijdschrift voor Geneeskunde. Door zijn bijdrage aan de heelkunde, werd Michaël onder andere benoemd tot ridder van de Orde van Sint-Gregorius de Grote, een onderscheiding die aan weinige protestanten is verleend. Daarnaast was Michaël gedurende de Tweede Wereldoorlog voorzitter van de Nederlandse Vereniging voor Heelkunde, tussen 1954 en 1962 lid van het Concilium Chirurgicum, redacteur bij de geneeskundige gids, waar ook verschillende publicaties van Michaël zelf in voorkwamen, voorzitter bij Koninklijke Nederlandse Bond voor het Reddingswezen, voorzitter en ere-lid van Het Oranje Kruis, lid van het hoofdbestuur van Het Nederlandse Rode Kruis, waar hij ook het Kruis van Verdienste ontving, en adviserend chirurg bij de Inspectie der Geneeskundige Dienst van de Koninklijke Landmacht.

## Stichting Prof. Michaël-van Vloten Fonds
In 1956 werd door Michaël en zijn vrouw de Stichting Prof. Michaël-van Vloten Fonds opgericht, met als doel het bevorderen van onder andere studie, wetenschappelijk onderzoek en werk op het gebied van heelkunde, maar ook het verlenen van financiële steun aan studies, publicaties en dissertaties met betrekking tot de heelkunde. Daarnaast organiseert de stichting sinds 1990 in samenwerking met de Nederlandse Vereniging voor Heelkunde lezingen, waarbij op kosten van de stichting vooraanstaande buitenlandse chirurgen naar Nederland worden gehaald.